# Luigi Fabbri (politico 1949)
Luigi Fabbri (Massa Fiscaglia, 4 giugno 1949) è un medico e politico italiano.

## Biografia

### Studi
Laureato in medicina e chirurgia specialista in Medicina del Lavoro e in Igiene, Medicina Preventiva-Sanità Pubblica, presso l'Università di Pavia.

### Attività professionali
Assistente volontario presso la Clinica Medica dell’Università degli Studi di Pavia e la Fondazione Salvatore Maugeri “Clinica del lavoro” – Pavia.
Medico del lavoro presso A.P.T. Antincendi – Pavia, con la quale ha maturato esperienze nel campo della sicurezza sul lavoro, specificatamente nell’ambiente industriale e del trasporto petrolifero–marittimo (Amoco, Shell, Snam, Exxon), tenendo corsi di formazione riconosciuti dai Ministeri della Marina Mercantile e della Salute.
Medico di medicina generale nel Comune di Rivanazzano Terme, nella provincia di Pavia.
Medico competente ai sensi D. Lgs. n. 626/1994 e D. Lgs. n. 81/2008 (presso Aziende quali Eridania Begin Say, Italia Zuccheri s.p.a. - Menci s.p.a. – veicoli industriali, Bormioli Pharma, Valvitalia Group s.p.a., Brambati s.p.a., EDiSU Pavia - Ente per il Diritto allo Studio Universitario, MilanoSerravalle-MilanoTangenziali, CSV - Centro di Servizio per il Volontariato del Lazio).
Consulente di A2A per la verifica della conformità della organizzazione aziendale alle norme di igiene e sicurezza sul lavoro nella applicazione del T.U.(D. Lgs. n. 81/2008).
Presidente del Comitato consultivo per la determinazione e l’aggiornamento dei valori limite di esposizione professionale e dei valori limite biologici relativi agli agenti chimici, costituito presso il Ministero del Lavoro e delle Politiche Sociali ai sensi dell’Art.232 D. Lgs. n. 81/2008 integrato e corretto dal D. Lgs. n. 106/2009.
Direttore Centro di Formazione Aifos (Associazione Italiana Formatori ed Operatori della Sicurezza sul Lavoro) presso CSV Lazio.
Presidente di ISPRO (Istituto Studi e Ricerche sulla Protezione Civile e sulla Sicurezza) fondato da Giuseppe Zamberletti.
Autore di numerose pubblicazioni in materia di Medicina del Lavoro ed Igiene e autore di n. 3 manuali:
- Manuale di pronto soccorso ad uso degli ufficiali di macchina e di coperta della marina mercantile
- Principi generali di sicurezza sul lavoro in ambiente industriale (in collaborazione con altri autori)
- Programma di sviluppo manageriale per addetti alla sicurezza (in collaborazione con altri autori)

### Attività Politica
1990 - 1995 - Consigliere Comunale del Comune di Rivanazzano Terme (PV)
1991 - 1994 - Membro Assemblea u.s.s.l. 79 – Voghera (PV)
1995 - 2004 - Sindaco del Comune di Rivanazzano Terme (PV)
1995 - 1997 - Consigliere di Amministrazione “Soc. Aeroporto della Provincia di Pavia S.r.l.”
1997 - 2006 - Presidente Consiglio di Amministrazione “Soc. Aeroporto della Provincia di Pavia S.r.l.”
1998 - 2001 - Vicepresidente del Comitato di Rappresentanza dei Sindaci dell’a.s.l. – Pavia
1998 - 2001 - Membro Direttivo Regionale A.N.C.I. Lombardia
2001 - 2006 - Senatore della Repubblica della XIV legislatura della Repubblica Italiana
Segretario della XI Commissione Permanente (Lavoro, previdenza sociale)
Capogruppo nella “Commissione di controllo enti gestori di previdenza ed assistenza”
Membro del “Comitato parlamentare per i procedimenti di accusa”
Vice Presidente nella “Commissione di inchiesta sugli infortuni sul lavoro con particolare riferimento alle morti bianche”
Relatore di tutti i decreti legislativi di recepimento delle direttive comunitarie concernenti il diritto del lavoro e la sicurezza sul lavoro esaminati dalla 11ª Commissione nella XIV legislatura
Relatore del primo Testo Unico sulla Sicurezza sul Lavoro.
2004 - 2006 - Membro del Comitato Nazionale di Biosicurezza e Biotecnologie presso la Presidenza del Consiglio dei Ministri
2006 - 2008 - Deputato al Parlamento della XV legislatura della Repubblica Italiana
Capogruppo XI Commissione Permanente (Lavoro pubblico e privato)
Membro Comitato Schengen
Relatore di minoranza del Testo Unico sulla Sicurezza sul Lavoro (D. Lgs. n 81/08)
2008 - 2011- Consigliere di Amministrazione di Italia Previdenza S.I.S.P.I. S.p.A (Società partecipata da Poste Italiane ed INPS)
2009 - 2011 - Consigliere di ISVAP Autorità di vigilanza sul mercato assicurativo privato
2012 - 2013 - Deputato al Parlamento della XVI legislatura della Repubblica Italiana
Capogruppo XI Commissione Permanente (Lavoro pubblico e privato)